# 四好少年
四好少年是中国大陆学校中赋予学生的荣誉称号。

## 历史
2009年10月13日，值中国少先队建队60周年，中共中央总书记胡锦涛致之贺信时，称全国的少年先锋队员要争当下记四种“好少年”：
- 争当热爱祖国，理想远大的好少年；
- 争当勤奋学习，追求上进的好少年；
- 争当品德优良，团结友爱的好少年；
- 争当体魄强健，活泼开朗的好少年。[1]

2010年5月29日，中国共青团中央和全国少工委等部门共同发布8首“四好少年”歌曲：《中国好少年之歌》、《阳光宣言》、《红领巾飘起来》、《我们是阳光下好少年》、《我们争当好少年》、《四好少年之歌》、《好少年》、《星星火炬更灿烂》。这些歌曲在中国大陆各地通过中小学校红领巾广播站、电视台播放。